# Temple Ghantaï
Le temple Ghantaï ou Ghanti - (sa): घण्टाई मन्दिर - est un temple jaïn en ruine du site de Khajurâho dans l'état du Madhya Pradesh en Inde.
Il fut dédié au tîrthankara Rishabhanatha un maître spirituel jaïn aussi connu sous le nom d'Adinatha.
L'édifice fait partie des trois temples jaïns du groupe de six, situé à l'est d'un site, classé par une commission de l'UNESCO sur la liste du patrimoine mondial sous le nom d'Ensemble monumental de Khajuraho.

## Histoire
La construction du temple de Ghantaï peut être datée approximativement à 960, pendant le règne du roi Chandela Dhanga. 
Il est similaire au temple jaïn Parsvanatha, mais a une échelle beaucoup plus grande, ce qui indique qu'il a été construit après le Parshvanatha.
Lorsque Alexander Cunningham a examiné les ruines du temple au XIXe siècle, il l'a assimilé à un sanctuaire bouddhiste à cause d'une statue de Bouddha trouvée près du site. Cependant, des études ultérieures ont établi que c'était un temple jaïn.
Le temple a été classifié « Monument d'Importance nationale » par l'ASI.

## Description

### Architecture
La conception du temple de Ghantaï est semblable à celle du Parshvanatha, bien que le temple de Ghantaï soit presque deux fois plus grand. 
Le temple est désormais en ruines: ses murs se sont effondrés. Seuls les piliers de son porche d'entrée et de sa maha-mandapa ont survécu.

### Sculpture
Les piliers subsistant présentent un motif de chaîne et de cloche (ghanti), d'où le nom du temple. 
Le linteau du porche du mandapa représente Adinatha assistant la Yakshini Chakreshvari représentée comme ayant huit bras et assise sur un garuda. 
L'architrave sur la porte présente des sculptures de six symboles favorables qui auraient été rêvés par la mère enceinte de Mahāvīra.
Le plafond du porche d'entrée est à coffres, les panneaux oblongs bordant le plafond sont ornés de danseurs et de musiciens.
Une grande sculpture, maintenant située au musée de Khajuraho, a été trouvée dans les ruines du temple Ghantaï. Cette sculpture comporte des représentations de 52 Arihanta, ainsi que de Rishabhanatha debout dans une posture de Kayotsarga au centre. La sculpture comporte également Sarvanubhuti sur son côté gauche et Chakreshvari à quatre bras sur son côté droit.